# Vera Rubin
Vera Florence Cooper Rubin (Filadelfia, Pensilvania; 23 de julio de 1928-Princeton, Nueva Jersey; 25 de diciembre de 2016), conocida como Vera Rubin, fue una astrónoma estadounidense, pionera en la medición de la rotación de las estrellas dentro de una galaxia. Sus mediciones pusieron de manifiesto que las curvas de rotación galácticas se mantenían planas, lo que contradijo el modelo teórico y fue la evidencia más directa y robusta de la existencia de la materia oscura.

## Primeros años
Vera Rubin, registrada al nacer como Vera Florence Cooper, nació el 23 de julio de 1928 en Filadelfia, Estados Unidos. Fue la menor de dos hermanas. Sus padres eran inmigrantes judíos: Philip Cooper, un ingeniero eléctrico polaco-estadounidense que trabajó en Bell Telephone, y Rose Applebaum Cooper, natural de Besarabia, que había trabajado en Bell hasta antes de su matrimonio. Su padre nació en Vilna, Lituania (hasta 1945, Vilnius era polaco), registrado como Pesach Kobchefski.
La familia Cooper se mudó a Washington D. C., en 1938, donde Vera, de 10 años, desarrolló un interés en la astronomía observando las estrellas desde su ventana. Con su padre construyó un tosco telescopio de cartón y comenzó a observar y rastrear meteoros. Asistió a Coolidge Senior High School, graduándose en 1944.
La hermana mayor de Rubin, Ruth Cooper Burge, finalmente se convirtió en juez de derecho administrativo en el Departamento de Defensa de los Estados Unidos.

## Estudios

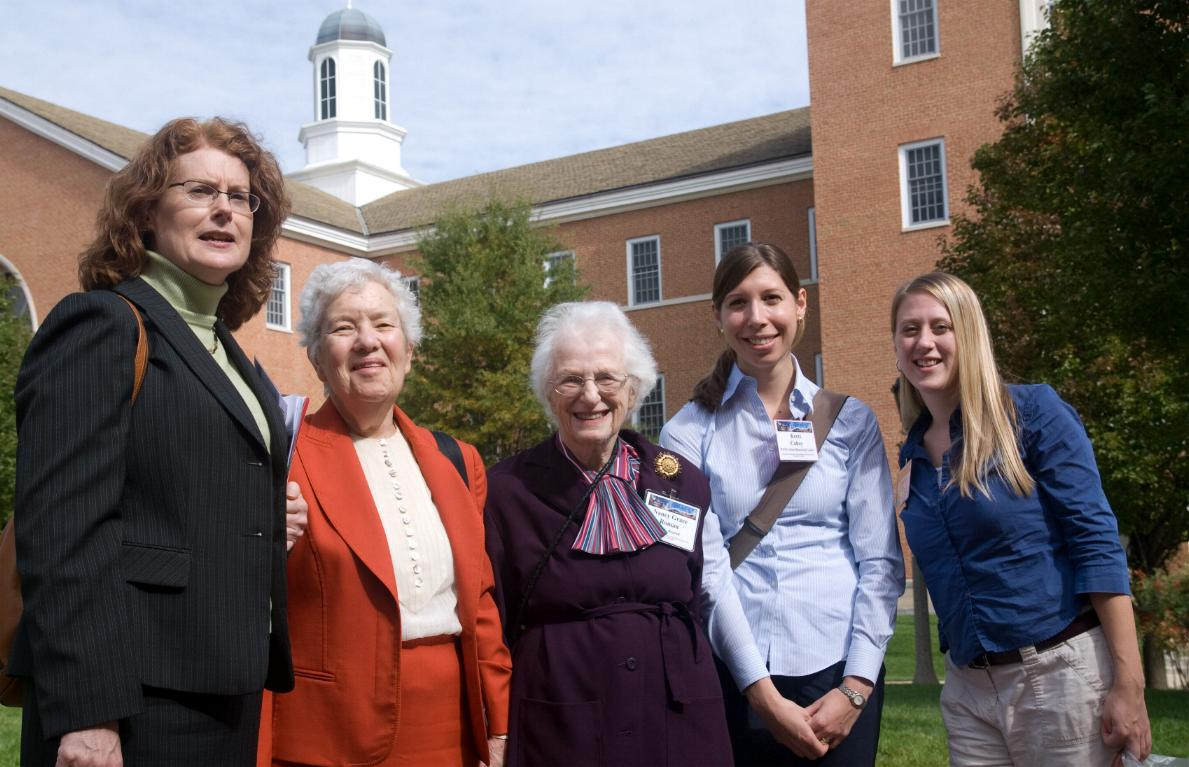
Vera Rubin, segunda por la izquierda.

Después de obtener su licenciatura en astronomía por el Vassar College en 1948, trató de inscribirse en la Universidad de Princeton, pero nunca recibió su catálogo de graduada, pues no se permitieron mujeres en el programa de estudios graduados de astronomía hasta 1975. Solicitó ingreso en la Universidad de Cornell, donde estudió física bajo la dirección de Philip Morrison, y física cuántica bajo la tutela de Richard Feynman y Hans Bethe. Completó sus estudios en 1951, durante los cuales hizo las primeras observaciones acerca de las desviaciones de flujo Hubble en los movimientos de las galaxias. Argumentaba que las galaxias más grandes podían rotar alrededor de centros desconocidos más que un simple movimiento de escape, como sugería la teoría del Big Bang en ese tiempo. La presentación de estas ideas no fueron bien recibidas. El trabajo para su doctorado fue en la Universidad de Georgetown, obtuvo su magíster en 1951, y en 1954 obtuvo su doctorado bajo la supervisión de George Gamow.
Su tesis para el doctorado en física concluía que las galaxias estaban juntas en racimos, más que distribuidas al azar por todo el universo. La idea de los racimos de galaxias no fue aceptada por otros físicos hasta dos décadas después. Después de recibir su doctorado, continuó trabajando en la facultad por otros once años. Posteriormente se unió al Instituto Carnegie, donde conoció al que sería su amigo Kent Ford. Cinco años después de unirse a DTM, inició con Ford el estudio de la rotación de galaxias vecinas, en particular la galaxia de Andrómeda. Sus descubrimientos en este campo ganaron varios premios, entre ellos la Medalla de Oro de la London's Royal Astronomical Society, y fue la segunda mujer en recibir el reconocimiento, tras Carolina Herschel.[cita requerida]

## Trabajo de graduación
En Cornell, trabajó en su tesis, mientras examinaba la posibilidad de una rotación en el universo buscando “non-Hubble flow” (flujo no Hubble). Su estudio no fue bien recibido. Fue rechazado por las revistas Astronomical Journal y The Astrophysical Journal. Más tarde admitió que sus datos eran escasos, pero su tesis fue capital en el descubrimiento que hizo Gerard de Vaucouleur de "un super racimo local". Esto le impidió continuar su trabajo en el análisis de cómo las estrellas se mueven por fuera de las galaxias, trabajo que continúo hasta su muerte en 2016.[cita requerida]

## Trabajo científico
Después de su graduación, enseñó en el Montgomery County Community College y también trabajó en la Universidad de la Georgetown como asistente de investigación, y en 1962 fue profesora asistente. También en 1965, fue la primera mujer en utilizar los instrumentos en el Observatorio Palomar. Antes de esto, las mujeres no tenían permiso ni autorización para acceder con facilidad. En 1965 también aseguró una posición en el Departamento de Magnetismo Terrestre del Instituto Carnegie de Washington. Fue Senior Fellow en el DTM y su área de trabajo fue descrita como "Dinámica galáctica y extragaláctica: estructura a gran escala y dinámica del Universo".

## El problema de la rotación de la galaxia y la materia oscura
Rubin inició su trabajo muy cerca de los preceptos que previamente habían causado controversia en su tesis en relación con los racimos de las galaxias. Con el instrumento fabricado por Kent, Rubin y Ford hicieron cientos de observaciones. El efecto Rubin-Ford, llamado así por ellos, ha sido sujeto a una discusión intensa desde su publicación. Este describe el movimiento relativo de la Vía Láctea como ejemplo de las distancias de las galaxias entre 150 y 300 millones años luz y sugiere que esta diferencia del movimiento relativo de la Vía Láctea se debe a radiación de fondo de microondas.[cita requerida]
Para evitar la controversia, se cambió al área de investigación para el estudio de las curvas de rotación de las galaxias, comenzando con la galaxia de Andrómeda. Su trabajo fue pionero en los promedios de rotación de la galaxia, cubriendo la discrepancia entre quienes predicaban el movimiento angular de las galaxias y el movimiento observado por estudios de las curvas de rotación de las galaxias. Las galaxias rotan muy rápido como si volaran solas, si la gravedad de sus estrellas que lo constituyen pueden estar todas ellas juntas. Pero ellas no vuelan solas, y por lo tanto, se estrechan todas en masas muy juntas. Este fenómeno conocido como curva de rotación galáctica era un problema. Sus cálculos mostraron que las galaxias deben contener al final diez veces más masa oscura y puede ser acumulada por las estrellas visibles. Estos fueron los primeros resultados que sugieren que la gravedad newtoniana no se aplica universalmente en un gran halo de materia existente alrededor de estas galaxias. Los resultados de Rubin habían sido confirmaron por décadas subsecuentes. Atendiendo a la explicación del problema de rotación de la galaxia la que llevó a la teoría de la materia oscura.

## Materia oscura
En 1970 Rubin obtuvo la evidencia más fuerte hasta ese momento de la existencia de materia oscura. Si bien la naturaleza de la materia oscura es aun desconocida, su presencia es crucial para el entendimiento del universo y su futuro.
La existencia de materia oscura explica la curvas de rotación galáticas, el movimiento de rotación de las galaxias dentro de los cúmulos de galaxias, patrones de lentes gravitacionales, y la distribución de masa en sistemas como el cúmulo Bala. Las dinámicas newtonianas modificadas quedaron excluidas para los modelos de curvas de rotación de las galaxias. Rubin expresó que este resultado la decepcionó, declarando "Si dependiera de mí, me gustaría descubrir como las leyes de Newton deben ser modificadas para describir correctamente las interacciones gravitacionales a grandes distancias. Eso es más atractivo que un universo lleno de un nuevo tipo de partícula subnuclear."

## Vida personal
Desde 1948 hasta su muerte en 2016, estuvo casada con Robert Joshua Rubin. Vera Rubin se convirtió en madre durante sus estudios de posgrado en Cornell, y continuó trabajando en su investigación mientras criaba a sus hijos pequeños. Sus cuatro hijos obtuvieron un doctorado en ciencias naturales o matemáticas: David (nacido en 1950), un geólogo del Servicio Geológico de los Estados Unidos; Judith (1952–2014), astrónoma de la Universidad de Massachusetts; Karl (nacido en 1956), matemático de la Universidad de California en Irvine, y Allan (nacido en 1960), un geólogo en la Universidad de Princeton. Sus hijos recordaban más tarde que su madre hizo que la vida de la ciencia pareciera deseable y divertida, lo que los motivó a convertirse en científicos.
Motivada por su propia batalla para ganar credibilidad como mujer en un campo dominado por astrónomos masculinos, Rubin animó a las niñas interesadas en investigar el Universo a perseguir sus sueños. Enfrentó comentarios desalentadores sobre su elección de estudio a lo largo de su vida, pero perseveró, apoyada por familiares y colegas. Además de la astronomía, Rubin era una fuerza para un mayor reconocimiento de las mujeres en las ciencias y para la alfabetización científica. Ella y Burbidge abogaron por más mujeres en la Academia Nacional de Ciencias (NAS), en paneles de revisión y en búsquedas académicas. Ella dijo que a pesar de sus luchas con el NAS, ella continuó insatisfecha con el número de mujeres que son elegidas cada año, y lo llamó "la parte más triste de [su] vida". Rubin era judía y no veía conflicto entre la ciencia y la religión. En una entrevista, ella declaró: "En mi propia vida, mi ciencia y mi religión están separadas. Soy judía, por lo que para mí la religión es un tipo de código moral y una historia. Intento hacer mi ciencia de manera moral, y creo que, idealmente, la ciencia debería considerarse como algo que nos ayuda a entender nuestro papel en el Universo".

## Premios y distinciones
Vera Rubin obtuvo graduados doctor honoris causa de numerosas universidades, entre ellas Harvard y Yale. Rubin fue astrónoma investigadora en la Carnegie Institution de Washington y miembro de la Academia Nacional de Ciencias de Estados Unidos y de la Academia Pontificia de las Ciencias. Ha escrito en coautoría 114 artículos de investigación revisados por pares. Asimismo, es la autora de Bright Galaxies Dark Matters (Masters of Modern Physics), AIP Press, 1996, ISBN 1-56396-231-4.
- Medalla de Oro de la Royal Astronomical Society, de la cual es la primera mujer en recibirla desde Caroline Herschel en 1828.[25]
- Premio Weizmann Women & Science.[26]
- Premio Gruber de Cosmología.[27]
- Medalla Bruce de la Astronomical Society of the Pacific.[28]
- Medalla James Craig Watson de la National Academy of Sciences[29]
- Premio Richtmyer Memorial.[30]
- Premio Dickson por la ciencia.[31]
- Medalla Nacional de Ciencias.[32][16]
- Premio Lifetime Achievement del Adler Planetarium.[33]
- Miembro de la National Academy of Sciences.[34]
- Miembro de la Pontifical Academy of Sciences.[35]

- Miembro de la American Philosophical Society.[36]
- Seleccionada para la Lectura anual Henry Norris Russell en la American Astronomical Society.[37]
- Seleccionada para la Lectura Jansky en el National Radio Astronomy Observatory.[38]
- Discurso invitado para la Reunión General de la Unión Astronómica Internacional en Delhi, India.[39]
- En 1993 recibió la Medalla Nacional de Ciencia (Estados Unidos) de manos del para entonces presidente Bill Clinton.[40]
- Rubin fue concedida de numerosos títulos incluyendo doctorados de Universidad Creighton, Universidad Americana, Universidad Princeton, Universidad Harvard y Universidad Yale.

- El Efecto Rubin-Ford y el asteroide (5726) Rubin fueron nombrados en su honor,[32] así como el Observatorio Vera C. Rubin.